# Kośno (Purda)
Kośno (deutsch Koschno) ist ein Ort in der polnischen Woiwodschaft Ermland-Masuren. Er gehört zur Gmina Purda (Landgemeinde Groß Purden) im Powiat Olsztyński (Kreis Allenstein).

## Geographische Lage
Kośno liegt am Nordufer des Kösnicksees (polnisch Jezioro Kośno) nahe dem Abfluss des Flüsschens Kośna im Westen der Woiwodschaft Ermland-Masuren, 19 Kilometer südöstlich der Kreis- und Woiwodschaftshauptstadt Olsztyn (deutsch Allenstein).
|  |

## Geschichte
Für die Försterei Koschno erbrachte eine Volkszählung am 1. Dezember 1905 das Ergebnis von 1 Wohnstätte bei 7 Einwohnern. Seit dem 7. Mai 1874 gehörte der Ort zum Amtsbezirk Oberförsterei Purden im ostpreußischen Kreis Allenstein. Am 14. Juli 1907 kam Koschno zum Forstgutsbezirk Purden.
Am 30. September 1929 wurde Koschno nach Klein Purden (polnisch Purdka) eingemeindet. Nachdem ab 1929 nur noch der neu zusammengestellte „Gutsbezirk Ramucker Heide, Anteil Kreis Allenstein, Forst“ den Amtsbezirk Oberförsterei Purden ausmachte, wurde dieser 1932 in „Amtsbezirk Purden, Forst“ umbenannt.
In Kriegsfolge kam Koschno 1945 mit dem gesamten südlichen Ostpreußen zu Polen und erhielt die polnische Namensform „Kośno“. Heute ist die kleine Waldsiedlung ein Teil der Landgemeinde Purda (Groß Purden) im Powiat Olsztyński (Kreis Allenstein), bis 1998 der Woiwodschaft Olsztyn, seither der Woiwodschaft Ermland-Masuren zugehörig.

## Kirche
Bis 1945 war Koschno in die evangelische Kirche Neu Bartelsdorf (polnisch Nowa Wieś) in der Kirchenprovinz Ostpreußen der Kirche der Altpreußischen Union, außerdem in die römisch-katholische Kirche Groß Purden (polnisch Purda) im Bistum Ermland eingepfarrt.
Die Katholiken in Kośno blieben nach 1945 bei ihrer Kirche in Purda, die jetzt allerdings zum Erzbistum Ermland gehört. Die evangelischen Einwohner gehören zur Christus-Erlöser-Kirche Olsztyn (Allenstein) in der Diözese Masuren der Evangelisch-Augsburgischen Kirche in Polen.

## Verkehr
Kośno liegt an der verkehrsreichen polnischen Landesstraße 53 (einstige deutsche Reichsstraße 134), die von Olsztyn (Allenstein) über Szczytno (Ortelsburg) bis nach Ostrołęka führt. Eine Nebenstraße von Michałki (Michelsdorf) über Krzywonoga (Krummfuß) kommend, endet in Kośno.
Eine Anbindung an den Bahnverkehr besteht nicht.